# Интернационална демократска унија (Црна Гора)
Интернационална демократска унија (ИДУ) је бивша политичка странка у Црној Гори. Основана је 1998. године, а дјеловала је све до 2006. године. Залагала се за остваривање интереса и заштиту права бошњачког народа у Црној Гори. Такође се залагала за регионално повезивање Бошњака на ширем простору Санџака. Оснивач и први предсједник странке био је Харун Хаџић, а након њега странку је водио Амер Халиловић.

## Дјелатност
Почетком 1998. године, у тадашњој Странци демократске акције Црне Горе (СДАЦГ) дошло је до унутрашње подјеле, а потом и до сукоба између двије струје, од којих је прву предводио предсједник Харун Хаџић, а другу потпрједседник Рифат Весковић. До сукоба је дошло поводом питања о сарадњи са црногорским режимом, чему се противила група око предсједника Хаџића, док је група око потпрједседника Весковића била за успостављање сарадње са црногорским владајућим странкама. Сукоб се окончао подјелом странке и одласком групе око Харуна Хаџића. Отцијепљено крило је потом формирало нову странку под називом Интернационална демократска унија (ИДУ). Пошто је основана уочи скупштинских избора, који су у Црној Гори одржани у прољеће 1998. године, ИДУ је заједно са Странком националне равоправности (СНР) формирала коалицију под називом Листа удружених Бошњака-Муслимана (ЛУБМ). Међутим, ова коалиција је накнадно одлучила да одустане од изласка на изборе, али то је учињено након истека прописаног рока, тако да се ЛУБМ ипак нашла на гласачким листићима, остваривши симболичан резултат и оставши без мандата.
Почетком 2001. године, руководство ИДУ је прихватило приједлог о успостављању сарадње са сродним странкама, након чега је дошло до стварања политичког савеза под називом Бошњачко-муслиманска демократска коалиција (БМДК). У састав ове коалиције су поред УДУ, на челу са предсједником Харуном Хаџићем, ушле још двије бошњачке странке: Странка демократске акције Црне Горе (СДАЦГ) на челу са Расимом Шахманом, и Странка националне равноправности (СНР) на челу са Алијом Матовићем. Поводом кључних политчких питања, која су се односила на будућност тадашње Савезне Републике Југославије, све три странке окупљене у БМДК изјасниле су се против одвајања Црне Горе од Србије, упозоравајући да црногорска сецесионистичка политика води ка неминовној подјели Санџака, чиме би дошло и до подјеле бошњачког народа у региону. Упркос заједничком наступу на скупштинским изборима који су у Црној Гори одржани у поељеће 2001. године, странке окупљене око Бошњачко-муслиманске демократске коалиције (БМДК) нису успјеле да дођу до посланичких мандата, пошто су освојиле свега 4,046 (1,1%) гласова.
На ванредним скупштинским изборима који су у Црној Гори одржани у јесен 2002. године, ИДУ је заједно са још три странке наступила у оквиру изборног савеза под називом Бошњачка демократска коалиција (БДК), освојивши свега 2,480 (0,7%) гласова.
Узастопни избори су показали да се велики дио бошњачког бирачког тијела окренуо владајућој Демократској партији социјалиста Црне Горе, на челу са Милом Ђукановићем, који се отворено залагао за државну независност Црне Горе. Промовисање идеје о одвајању Црне Горе од Србије представљало је посебан изазов за бошњачки народ, пошто је црногорска сецесионистичка политика водила ка државно-политичком одвајању Бошњака у Црној Гори од њихових сународника у сусједној Србији. Уочивши опасност од успостављања међудржавне границе посред Санџака, руководство ИДУ је током наредних година наставило да се изјашњава против такве политике, која је водила ка даљој фрагментацији и маргинализацији бошњачког народа у региону. Због таквих ставова, црногорски режим је против ИДУ водио организовну и систематску кампању.
Крајем 2005. и почетком 2006. године, у вријеме припрема за одржавање референдума о будућем државном статусу Црне Горе, у редовима ИДУ је дошло до размимоилажења око стратешких политичких питања. Управо у то вријеме, црногорски режим је улагао велике напоре у циљу организационог обједињавања свих присталица независности међу Бошњацима у Црној Гори, што је коинцидирало са покретањем иницијативе за стварање јединствене Бошњачке странке (БС). Ту иницијативу је прихватио и дио руководства ИДУ. Учешћем у оснивању јединствене Бошњачке странке, која је створена 26. фебруара 2006. године, ИДУ је престала да постоји као посебна политичка оргнизација. Већ током марта, руководство новостворене Бошњачке странке је ушло у преговоре са владајућом Демократском партијом социјалиста Црне Горе, што је довело до склапања Подгоричког споразума, који је потписан 23. марта 2006. године. Након тога, Бошњачка странка се укључила у кампању за државну независност Црне Горе. Од бивших челника ИДУ, такво усмерење је подржала група око Амера Халиловића, док се група око ранијег предсједника Харуна Хаџића недуго потом укључила у стварање нове политичке организације под називом Бошњачки блок. Та организација је окупила политичке и културне чиниоце који су се изјаснили против државно-политичке подјеле Санџака и даље фрагментације сопственог народа, а иницијативу у прилог очувања бошњачког државно-политичког јединства у оба дијела Санџака подржало је и Бошњачко национално вијеће из Новог Пазара.
Након референдума о независности Црне Горе, који је одржан 21. маја 2006. године, постало је јасно да је референдумски процес успио управо захваљујући гласовима Бошњака, који су у великој већини подржали независност Црне Горе. Међутим, убрзо се показало да владајуће странке у Црној Гори немају намјеру да испуне своја обећања према Бошњацима, чиме се показало да је изворна политика коју је заступала ИДУ била исправна. Стога је током наредних година у неколико наврата покретано питање о обнови политичке опције коју је у оквиру ИДУ, а претходно и у оквиру СДАЦГ, заступала група око Харуна Хаџића, али до тога није дошло, усљед ванредно сложених политичких околности у сјеверним крајевима Црне Горе.